# Petros Ravousīs
Petros Ravousīs (in greco Πέτρος Ραβούσης?; 1º ottobre 1954) è un allenatore di calcio ed ex calciatore greco, di ruolo difensore.

## Palmarès

### Giocatore

#### Competizioni nazionali
- Campionato greco: 3

AEK Atene: 1977-1978, 1978-1979, 1988-1989
- Coppa di Grecia: 2

AEK Atene: 1977-1978, 1982-1983
- Supercoppa di Grecia: 1

AEK Atene: 1989
- Coppa di Lega greca: 1

AEK Atene: 1989-1990

### Allenatore

#### Competizioni nazionali
- Coppa di Grecia: 1

AEK Atene: 1996-1997
- Supercoppa di Grecia: 1

AEK Atene: 1996